# Geophila aschersoniana
Geophila aschersoniana är en måreväxtart som beskrevs av Buttner. Geophila aschersoniana ingår i släktet Geophila och familjen måreväxter.
Artens utbredningsområde är Kongo. Inga underarter finns listade i Catalogue of Life.